# 2021 en mathématiques
Cet article présente les faits marquants de l'année 2021 en mathématiques.

## Prix
- Prix Abel en mathématiques : Avi Wigderson et László Lovász

## Décès
- 11 février : Isadore Singer (né en 1924), mathématicien américain.

- 5 mars : Harold S. Shapiro (né en 1928), mathématicien américain naturalisé suédois.

- 12 mars : Andrew Majda (né en 1949), mathématicien américain.

- 12 mai : Ubiratàn D'Ambrosio (né en 1932), historien des mathématiques brésilien.

- 14 mai : Wang Yuan (né en 1930), mathématicien chinois.

- 6 juin : Gérard Vergnaud (né en 1933), mathématicien, philosophe, éducateur et psychologue français.

- 22 août : Andrzej Schinzel (né en 1937), mathématicien polonais.

- 24 septembre : Mihnea Colțoiu (né en 1954), mathématicien roumain.

- 5 décembre : Jacques Tits (né en 1930), mathématicien français, d'origine belge.